# Mata Hari (film 1931)
Mata Hari è un film del 1931 diretto da George Fitzmaurice, con Greta Garbo nel ruolo della celebre spia-danzatrice.

## Trama
Nella Parigi del 1917, durante la prima guerra mondiale, la danzatrice esotica Mata Hari è una delle maggiori attrazioni della vita notturna, ma anche una delle più abili spie al servizio della Germania, che sfrutta del suo fascino misterioso per intessere relazioni con le importanti autorità militari presenti nella capitale francese, come il generale russo Shubin, con il quale ha maturato una particolare intimità.
Il giovane tenente Rosanoff, appena arrivato in città, si innamora di lei al primo sguardo e Mata Hari non si fa alcuno scrupolo ad approfittarne per sottrargli, a sua insaputa, le importanti informazioni che è incaricato di riportare in volo fino in Russia. Quando però la donna si rende conto di ricambiarne il sentimento, segna il proprio tragico destino.